# ヴィド・ベレツ
ヴィド・ベレツ（Vid Belec, 1990年6月6日 - ）は、ユーゴスラビア（現スロベニア）・マリボル出身のスロベニア代表サッカー選手。APOELニコシア所属。ポジションはゴールキーパー。

## 経歴

### インテル
2007年に地元クラブのNKマリボルからレネ・クルヒンと共にイタリアのインテルナツィオナーレ・ミラノに移籍。当初はプリマヴェーラでプレーし、2007–08シーズン途中に移籍したエンリコ・アルフォンソに代わり正守護神の座を手にする。2008－09シーズンよりジョゼ・モウリーニョ監督からトップチームに招集されるが、公式戦出場はなかった。

### クロトーネ
2010年7月6日、セリエBのFCクロトーネにレンタル移籍。2010年9月5日に初出場し、シーズン途中にエマヌエレ・コンチェッティから定位置を奪った。レンタル2年目の2011－12シーズンはジャコモ・ビンディとレギュラー争いを繰り広げ、やはりシーズン途中からレギュラーの座を確保した。

### インテル復帰
2012年夏にインテルに復帰し、プレシーズンよりトップチームに帯同。8月30日に行われたFCヴァスルイとのUEFAヨーロッパリーグプレーオフ第2戦で退場したルカ・カステラッツィに代わって出場し、公式戦デビューを果たした。
2013年7月、ダニエル・ベッサと共にポルトガルのSCオリャネンセへレンタル移籍。
2014年9月、トルコのコンヤスポルへのレンタル移籍が発表された。

### カルピ
2015年8月31日、セリエAに初めて昇格したカルピFCに1シーズンの契約で加入した。

### ベネヴェント
2017年7月7日、クラブ史上初のセリエAの舞台を控え補強を進めるベネヴェント・カルチョと3年契約を締結した。

### サンプドリア
2018年1月31日にクリスティアン・プッジョーニと入れ替わる形で、シーズン終了までUCサンプドリアへローンとなることが発表された。リーグ戦では終盤2試合の出場に留まったが、正GKのエミリアーノ・ヴィヴィアーノが移籍したこともあり買い取りオプションが行使され翌シーズンよりサンプドリアへ完全移籍となった。

### APOEL
2019年6月23日、APOELニコシアへ買い取りオプション付きで2シーズンレンタルされることが発表された。9月14日、AELリマソール戦でリーグデビューを飾り、クリーンシートを達成した。5日後の19日には、F91デュドランジュとの試合でインテル時代以来となるUEFAヨーロッパリーグ出場を果たした。

### サレルニターナ
2020年9月25日、USサレルニターナ1919に移籍した。

#### APOEL復帰
2022年6月27日、古巣APOELニコシアに3年契約で復帰した。

## 代表歴
年代別の代表を経験した後、2011年2月にスロベニア代表に初招集。2014年6月7日、アルゼンチン代表との試合でA代表デビューを飾った。その後はヤン・オブラクに次ぐ第2GKとして定期的に招集を受けている。
UEFA EURO 2024に選出

## タイトル
インテル
- トルネオ・ディ・ヴィアレッジョ : 2008